# Reichstädt (Thuringe)
Pour les articles homonymes, voir Reichstadt.
Reichstädt est une commune rurale de Thuringe (Allemagne), située dans l'arrondissement de Greiz et qui fait partie de la communauté d'administration Am Brahmetal.

## Géographie

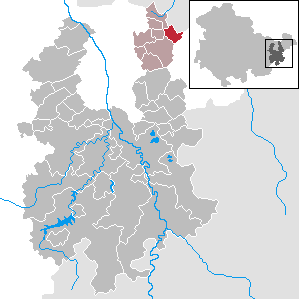
Situation de la commune (en rouge) dans l'arrondissement

Reichstädt est située au nord-est de l'arrondissement, à la limite avec l'arrondissement du Burgenland en Saxe-Anhalt et avec l'arrondissement du Pays-d'Altenbourg, à 12 km au nord-est de Gera et à 42 km au nord de Greiz, le chef-lieu de l'arrondissement.
La commune est composée des deux villages de Reichstädt et Frankenau (commune incorporée en 1950).
Communes limitrophes (en commençant par le nord et dans le sens des aiguilles d'une montre) : Schnaudertal (village de Bröckau-Hohenkirchen), Lumpzig, Wildenbörten, Großenstein, Bethenhausen et Pölzig.

## Histoire
La première mention de Reichstädt date de 1140.
Reichstädt a fait partie du duché de Saxe-Altenbourg (cercle oriental, ostkreis) jusqu'en 1918. Le village a rejoint le nouveau land de Thuringe en 1920 (arrondissement de Gera).
Après la seconde Guerre mondiale, Reichstädt est intégré à la zone d'occupation soviétique puis à la République démocratique allemande en 1949 (district de Gera).

## Démographie
Commune de Reichstädt dans ses limites actuelles :
| 1910 | 1933 | 1939 | 1995 | 2000 | 2005 | 2010 |
| ---- | ---- | ---- | ---- | ---- | ---- | ---- |
| 408  | 434  | 406  | 412  | 406  | 402  | 375  |

## Communications
Reichstädt est située sur la route régionale K112 qui la relie à Bethenhausen, Löbichau et Großenstein